# مقاطعة نيوتن (جورجيا)
مقاطعة نيوتن (بالإنجليزية: Newton County)‏ هي إحدى المقاطعات في ولاية جورجيا في الولايات المتحدة الأمريكية.

## أعلام
- روبرت جونسون هندرسون